# Zabaykalsky (vùng)

Zabaykalsky Krai (tiếng Nga: Забайка́льский край, Transbaikal krai) là một chủ thể liên bang của Nga (một vùng). Trung tâm hành chính là thành phố Chita. Vùng này được thành lập ngày 1 tháng 3 năm 2008 sau khi sáp nhập tỉnh Chita và Khu tự trị Agin-Buryat.
Phía bắc giáp cộng hòa Sakha, phía nam giáp các tỉnh Khentii và Dornod của Mông Cổ, phía đông giáp tỉnh Amur và khu tự trị Nội Mông của Trung Quốc, phía tây giáp tỉnh Irkutsh và cộng hòa Buryatia.

## Hành chính

Hành chính vùng Zabaykalsky

- Chita
- Aginsky
- Akshinsky
- Alexandrovo-Zavodsky
- Baleysky
- Borzinsky
- Chernyshevsky
- Chitinsky
- Duldurginsky
- Gazimuro-Zavodsky
- Kalarsky
- Kalgansky
- Karymsky
- Khiloksky
- Krasnochikoysky
- Krasnokamensky
- Kyrinsky
- Mogochinsky
- Mogoytuysky
- Nerchinsko-Zavodsky
- Nerchinsky
- Olovyanninsky
- Ononsky
- Petrovsk-Zabaykalsky
- Priargunsky
- Shelopuginsky
- Shilkinsky
- Sretensky
- Tungiro-Olyokminsky
- Tungokochensky
- Ulyotovsky
- Zabaykalsky